# Горохівська сільська рада (Баштанський район)
Горо́хівська сільська́ ра́да — орган місцевого самоврядування у Снігурівському районі Миколаївської області. Адміністративний центр — село Горохівське.

## Загальні відомості
- Населення ради: 2 719 осіб (станом на 2001 рік)

## Населені пункти
Сільській раді підпорядковані населені пункти:
- с. Горохівське
- с. Великопілля
- с. Виноградне
- с. Новий Шлях
- с. Садове

## Склад ради
Рада складається з 16 депутатів та голови.
- Голова ради: Фурсенко Сергій Григорович
- Секретар ради: Стефанчин Григорій Макарович

### Керівний склад попередніх скликань
| Прізвище, ім'я, по батькові | Основні відомості                                                                                          | Дата обрання | Дата звільнення |
| --------------------------- | --- | ------------ | --------------- |
| Фурсенко Сергій Григорович  | Сільський голова, 1957 року народження, освіта вища, член Соціал-демократичної партії України (об'єднаної) | 26.03.2006   | 31.10.2010      |
| Фурсенко Сергій Григорович  | Сільський голова, 1957 року народження, освіта вища                                                        | 31.10.2010   |                 |

Примітка: таблиця складена за даними сайту Верховної Ради України

### Депутати
За результатами місцевих виборів 2010 року депутатами ради стали:

#### За суб'єктами висування
| Суб'єкт висування                     | Кількість обраних депутатів | %    |
| ------------------------------------- | --------------------------- | ---- |
| Самовисування                         | 11                          | 68,8 |
| Політична партія Народний Рух України | 3                           | 18,8 |
| Партія регіонів                       | 2                           | 12,5 |

#### За округами
| № округу                              | Прізвище, ім'я, по батькові     | Дата визнання обраним | Освіта             | Партійна приналежність                  | Відомості про обраного депутата                   |
| ------------------------------------- | ------------------------------- | --------------------- | ------------------ | --------------------------------------- | ------------------------------------------------- |
| Партія регіонів                       |                                 |                       |                    |                                         |                                                   |
| 11                                    | Діхтієвський Володимир Павлович | 05.11.2010            | середня            | член Партії регіонів                    | Одеська залізниця, тракторист                     |
| 15                                    | Бойчук Ганна Федорівна          | 05.11.2010            | середня            | член Партії регіонів                    | пенсіонер                                         |
| Політична партія Народний Рух України |                                 |                       |                    |                                         |                                                   |
| 1                                     | Волянюк Володимир Олександрович | 05.11.2010            | середня            | член Народного Руху України             | ПП Роксолана, робітник                            |
| 5                                     | Новикова Світлана Рашитівна     | 05.11.2010            | середня            | член Народного Руху України             | тимчасово не працює                               |
| 12                                    | Рубаненко Наталія Володимирівна | 05.11.2010            | середня            | член Народного Руху України             | тимчасово не працює                               |
| Самовисування                         |                                 |                       |                    |                                         |                                                   |
| 2                                     | Бартощак Олег Казимірович       | 05.11.2010            | вища               | позапартійний                           | ПП Роксолана, головний інженер                    |
| 3                                     | Фомін Олександр Іванович        | 05.11.2010            | вища               | позапартійний                           | ПП Роксолана, головний агроном                    |
| 4                                     | Цюпа Наталія Дмитрівна          | 05.11.2010            | вища               | позапартійна                            | тимчасово не працює                               |
| 6                                     | Лубик Марія Яківна              | 05.11.2010            | вища               | член Політичної партії «Сильна Україна» | Відділення зв'язку, листоноша                     |
| 7                                     | Гуменюк Олександр Володимирович | 05.11.2010            | вища               | позапартійний                           | Садова загальноосвітня школа І-ІІІ ст., директор  |
| 8                                     | Ісаєнко Любов Миколаївна        | 05.11.2010            | вища               | позапартійна                            | Горохівська сільська рада, спеціаліст             |
| 9                                     | Шевчук Олександр Володимирович  | 05.11.2010            | вища               | позапартійний                           | Садова загальноосвітня школа І-ІІІ ст., вчитель   |
| 10                                    | Манорик Юрій Федорович          | 05.11.2010            | середня            | позапартійний                           | Садова загальноосвітня школа І-ІІІ ст., охоронець |
| 13                                    | Денисенко Світлана Казимирівна  | 05.11.2010            | вища               | позапартійна                            | Горохівська сільська рада, касир                  |
| 14                                    | Стефанчин Григорій Макарович    | 05.11.2010            | вища               | член Партії регіонів                    | Горохівська сільська рада, землевпорядник         |
| 16                                    | Шкурда Олександр Федорович      | 28.05.2012            | середня спеціальна | член Партії регіонів                    | ПСП «Роднічок», оператор комп'ютерного набору     |